# Greta Cicolari
Greta Cicolari (23 de agosto de 1982) é uma ex-voleibolista indoor e mais tarde atuou jogadora de vôlei de praia italiana.

## Carreira
Em 2009 formou dupla com Lucia Bacchi e conquistou a medalha de prata nos Jogos do Mediterrâneo de Pescara.Anos depois ao lado de Marta Menegatti disputou a edição dos Jogos Olímpicos de Verão de 2012  e em 2013 representou seu país na conquista da medalha de ouro nos Jogos do Mediterrâneo de 2013 em Mersin.